# Bunnahabhain (Whiskybrennerei)
Bunnahabhain (engl. [ˌbunəˈhævɪn]; Schottisch-Gälisch: Bun na h-Abhainne, „Mündung des Flusses“) ist eine Malzwhiskybrennerei in Bunnahabhain bei Port Askaig auf der Isle of Islay, Schottland. Die Gebäude der Brennerei sind in den schottischen Denkmallisten in der Kategorie C eingeordnet.

## Geschichte

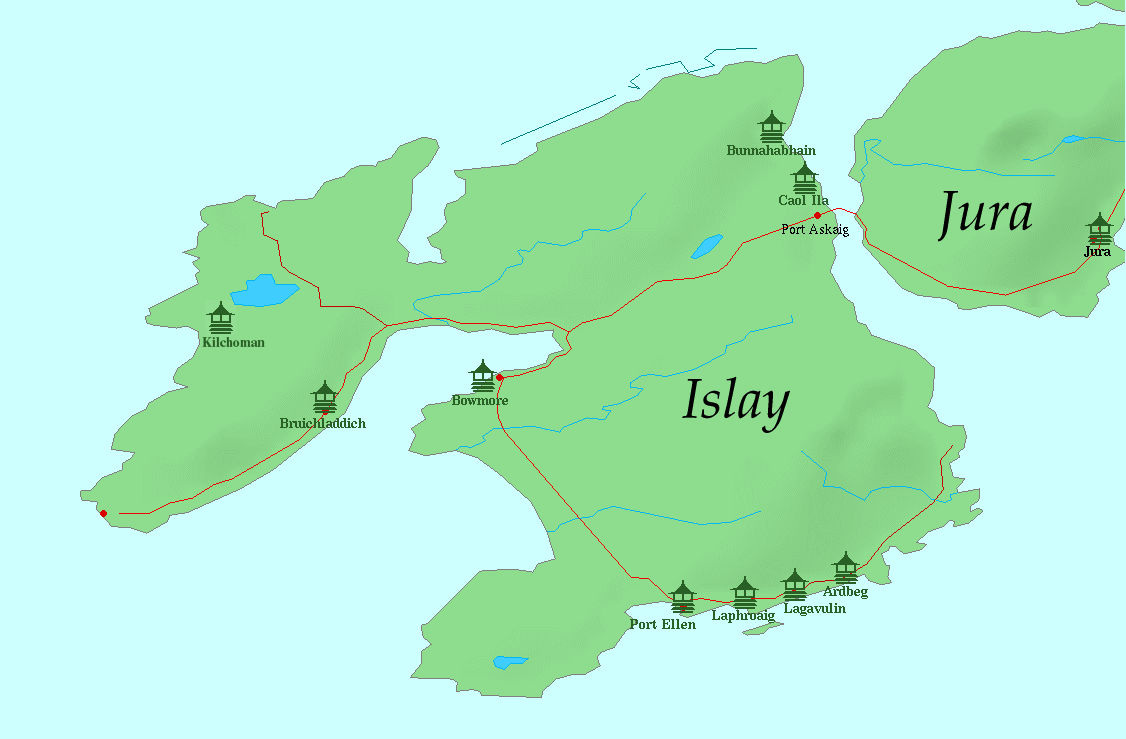
Islay

Die nördlichste der Destillerien auf Islay wurde 1881 von James Ford, James Greenlees und William Robertson an der Mündung des Margadale gegründet. Um die Brennerei entstand nach und nach der kleine Ort gleichen Namens. Die Produktion von Whisky begann 1883. Von 1930 bis 1937 war die Brennerei geschlossen. 1963 wurde sie um je eine wash- und eine spirit still erweitert. Zwischen 1999 und 2003 wurde nur sporadisch produziert. Bis 2003 war die Destillerie im Besitz der Highland Distillers (The Edrington Group). Vor der drohenden Schließung wurde die Destillerie 2003 von Burn Stewart Distillers gekauft. Im April 2013 kaufte die südafrikanische Distell Group Ltd. die Burn Steward Distillers für £160m.

## Produktion
Das wenig torfhaltige Wasser der Brennerei stammt aus dem Fluss Margadale. Dies ist eine unterirdische Quelle. Das Wasser wird mittels Pipeline herangeführt. Das verwendete Malz wird zum Teil aus der Port Ellen-Mälzerei bezogen. Die Destillerie verfügt über einen Maischbottich (12,5 t) aus Edelstahl und sechs Gärbottiche (je 66.000 l) aus Douglasienholz. Destilliert wird in zwei dampfbeheizten Rohbrandblasen (wash stills, 35.386 l), welche die größten in Schottland sind, und zwei Feinbrandblasen (spirit stills, je 15.546 l). Zur Kühlung der Brennapparate wird das Wasser eines kleinen Baches verwendet, der aus dem südwestlich gelegenen Loch Staoisha abfließt und sich nahe der Brennerei in den Islay-Sund ergießt.
Von der Destillerie wird eine Vielzahl an Originalabfüllungen angeboten.